# Evguenia Tovstogan
Evguenia Ivanovna Tovstogan (en russe : Товстоган Євгенія Іванівна) ou Yevheniya Ivanevna Tovstohan (en ukrainien : Евгения Ивановна Товстоган), , née le 3 avril 1965 à Iaroslavl (RSFS de Russie), est une ancienne handballeuse soviétique puis ukrainienne.
Avec l'équipe nationale soviétique, Evguenia Tovstogan est médaillée de bronze en 1988 et Championne du monde en 1986.
En club, elle évolue au Spartak Kiev avec lequel elle remporte 4 fois la Coupe d'Europe des clubs champions et 5 titres de championne d'URSS. Après deux saisons en Allemagne au TSV GutsMuths Berlin, elle rejoint en 1993 le CSL Dijon. Elle termine sa carrière en Israël à l'Hapoël Petah Tikva.

## Palmarès

### En équipe nationale
Jeux olympiques
- Médaille de bronze en 1988 à Séoul

Championnats du monde
- Championne du monde en 1986

Championnats du monde junior
- Championne du monde en 1983 en France

### En club
Compétitions internationales
- vainqueur de la Coupe des clubs champions (4) : 1985, 1986, 1987, 1988

Compétitions nationales
- vainqueur du Championnat d'URSS (5) : 1984, 1985, 1986, 1987, 1988
- vainqueur du championnat d'Israël (3) : 1997, 1998 et 1999
- vainqueur de la coupe d'Israël (3) : 1997, 1998 et 1999